# 肌肉海滩

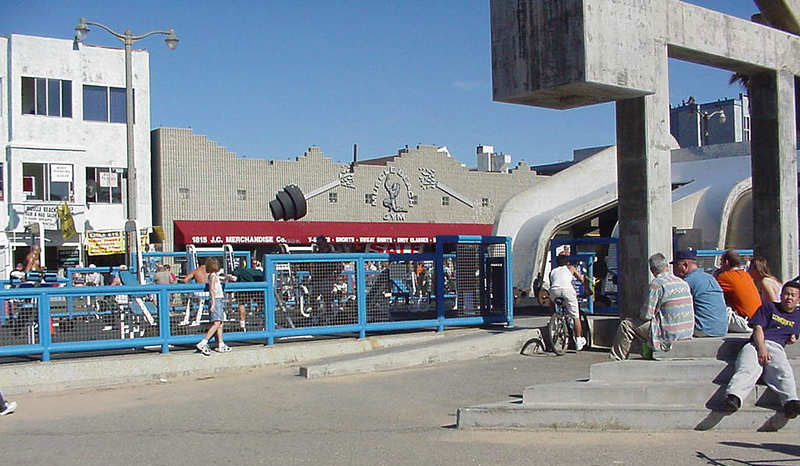
肌肉海滩

肌肉海滩（Muscle Beach）有两个：一个是原始的圣莫尼卡肌肉海滩，位于圣莫尼卡码头以南。它开始于1930年代，1959年关闭，1989年重新开放。另一个是威尼斯肌肉海滩，现在较为出名，开始于1959年，位于圣莫尼卡肌肉海滩以南两英里，洛杉矶市威尼斯海滨步道，威尼斯大道以北两个街块。它们都得名于在这些地方的健美设备。在该地区集中了许多举重和健身商店。阿诺德·施瓦辛格等许多著名的健美运动员和演员在此训练。

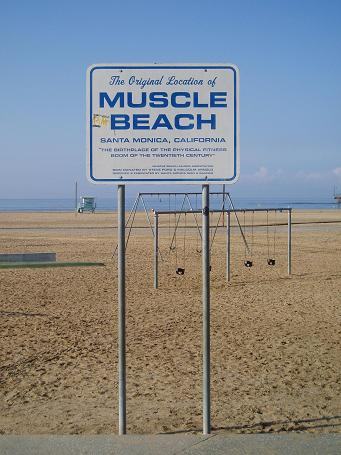